# 周陽山
周陽山（1957年8月24日—），中華民國政治人物及學者，前立法委員，前監察委員，新黨黨籍。其生於台灣台北市，為美國哥倫比亞大學政治學博士。

## 事件及爭議

### 平路劇本案
耗資兩千萬元的紀錄片「築夢者孫逸仙」亦為建國百年活動之一，原由曾以孫中山為主角撰寫長篇小說《行道天涯》的作家平路為編劇。但周陽山於2010年中以監察委員的身分撻伐警告文建會「若有違史實將糾舉」，導致平路認為受到思想監察，創作自由被干涉而退出這部片的籌畫。這被認為，造成寒蟬效應，讓該片更不敢探討孫文遭批評的一面或處理敏感的史觀問題，使該片最終招致內容空洞八股、觀點保守貧弱的批評。

### 史亞平駐星案
2012年7月，周陽山和馬以工對史亞平任駐新加坡大使時的作為進行調查，提出報告。對外透露的報告認為，駐新代表處「重大違法，嚴重失職」。史亞平在駐新期間與新加坡當局互動出現重大問題，可能影響外交，被認定嚴重失職；代表處政治組長張詩瑞，拒絕回答監委調查，被認定違反監察法規定。據指出，新國方面從未就2011年「國慶事件」等提出官方的抗議。總統府則以涉及國家安全，可能影響對新加坡外交為由，秘密結案，不對外公布報告，只要求外交部兩個月內改善。外交部長楊進添認為史亞平與張詩瑞表現良好，並無違法失職，史亞平則否認台灣與新加坡關係出現過問題，她與新加坡政府領導者之間的關係良好。
國民黨立委林郁方對外表示，晚晴園主辦辛亥革命百年學術研討會，史亞平未派員前往參加，這是因為主辦單位要求。至於新加坡要求撤下國旗，這是無理要求。他曾詢問過新加坡政府高層，他們也否認與台灣的外交關係有所變化。林郁方說，這份報告「中華民國看過的人，至少有一兩百人，看過的每個都搖頭」，希望周陽山公布完整報告。蔡正元認為，周陽山是因為全家至新加坡旅遊時，代表處接待不周而挾怨報復。他指稱周陽山要求代表處提供司機與車輛供他們私人行程使用，但只有半天時間用於調查。
7月18日，雖外界要求監院公開完整報告，但監察院仍以該報告「涉及兩國關係，影響至為深遠」，根據國家機密保護法核定為機密，拒絕公開。新聞媒體所披露的內容，周陽山只作部份證實，但強調並非調查全貌。周陽山說，至新加坡調查是由他私人自費，公假前往，順道安排了全家五天的旅遊行程，代表處「主動」提供公務車，但並沒有提供招待。。
7月19日，親民黨立院黨團總召李桐豪表示：「這種和稀泥的作法已經傷害到監察院的權威」，李桐豪更明指，如果周陽山拿不出任何證據證明自己的調查結果「有所本」，「他應該對自己的去留做表態」。。
據新聞媒體不具名採訪，部分監委對於周陽山擴權、濫權的行徑表達相當的不認同，並認為周調查史亞平案不能開誠布公，已經造成社會的不安。

### 公佈調查是否事涉公益無一致標準
除了對事關當事人個人聲譽的史亞平調查案選擇不對外公佈調查結果外，於2009年1月，監察院在調查台東縣長鄺麗貞颱風天出國失職案事證明確，進行彈劾審查獲得監委過半數同意彈劾，也決議不公佈彈劾結果。然於2013年4月，監察院卻公佈其片面採自世新大學教授戚嘉林訪談內容，指稱前總統李登輝「應該是日本人的私生子沒有錯」及「曾加入中國共產黨，因此在1950-1960年代被調查局監控了20幾年，李登輝甚至還坐牢40幾天。」，引發各界對監委濫用公權的打擊政治異己的質疑聲浪，如民進黨立委潘孟安直接指斥為「笑話」，並認為「台灣已經夠亂了，監委不要再跳下來亂了！」，對此身為監委的周陽山回應新聞媒體：「基本上這次接受諮詢的專家學者，幾乎都以署名方式公開談話內容；有關李登輝生父是不是日本人，這是戚嘉林的說法，他也無法確定其真實性，放在報告中並不代表他們認同。」，由於此顯屬李前總統個人隱私事而無關公益宏旨者，比對前次就鄺麗貞出國案明確涉及官緘整頓的爭議，監院卻以兩種標準看待是否對外界公佈，令外界質疑真正動機。
對此監委李炳南表示「那是學者戚嘉林的推論，不代表監察院的立場」；戚嘉林因此回應「這些只是疑問句，卻被監察院改成肯定句」，形成雙方各說各話的情況。學者陳芳明則引述李登輝本人的澄清，認為他只參加過讀書會，未正式加入中國共產黨。監察院長王建煊則緩頰說「監察院人力有限，監委階級很高，像廿七尊大炮，好像是用大炮打小鳥，但那個鳥不好，要打嘛！」，對於李登輝、蔣緯國這類「身分敏感」的人，遭外界質疑身世時，不見得是監察院，應該有更好的方法澄清，否則老百姓心中老有一個問號在那。

## 個人生活
其父周世輔，曾為政大教授，教授國父思想與三民主義。其兄周玉山為兩岸關係專家，曾任考試委員。